# Orbilia comma
Orbilia comma är en svampart som beskrevs av Graddon 1977. Orbilia comma ingår i släktet Orbilia och familjen vaxskålar.  Arten är reproducerande i Sverige. Inga underarter finns listade i Catalogue of Life.